# The Summer Tic EP
The Summer Tic EP — мини-альбом американской рок-группы Paramore, вышедший в 2006 году.

## Об альбоме
The Summer Tic EP записан в 2006 году во время Warped Tour к их ранее вышедшему альбому All We Know Is Falling. Название EP выходит из строки в песне «Stuck on You» — кавера на песню Failure из их альбома Fantastic Planet 1996 года.

## Список композиций
Слова и музыка всех песен — Paramore кроме песни "Stuck on You", кавера на Failure.
| №  | Название                          | Длительность |
| -- | --------------------------------- | ------------ |
| 1. | «Emergency (Crab Mix)»            | 4:03         |
| 2. | «Oh Star» (Full Band Version)     | 3:47         |
| 3. | «Stuck on You» (кавер на Failure) | 4:27         |
| 4. | «This Circle»                     | 4:05         |